# Laurent Hatton
Pour les articles homonymes, voir Hatton.
Laurent Hatton (né le 28 septembre 1962 à Pacy-sur-Eure) est un entraîneur de football français.

## Carrière
Il commence sa carrière en tant que footballeur à Pacy, en 1980. Il y restera jusqu'en 1989, réalisant l'intégralité de sa carrière dans ce club. 
Il entraîne ensuite le PVEF de 1988 à 2001, en 2002 il est recruté par la Fédération qatarienne de football et rejoint DOHA.
Il est affecté à AL KHOR où il dirige les U17 puis remplace le staff de l'équipe fanion remercié. Il emmènera l'équipe dans laquelle évolue Pascal Nouma en demi finale de Coupe de l'Emir. Il réintègre le club et les U19 l'année suivante. Il rejoint le staff de Philippe Troussier (Sélectionneur équipe Nationale) pour préparer la Coupe d'Asie des Nations qui se déroule en 2004 à Pékin. Ensuite, il sera placé par la Fédération Qatarie à AL RAYYAN catégorie U17. En 2005, il rejoint le club d'Al GHARAFA dirigé par Bruno Metsu. Il développera l'observation vidéo pour l'équipe fanion, et se rapproche de Michel Rouquette alors adjoint . 
Ce dernier remplacera Bruno Metsu à la tête de l'équipe première pour la fin de saison 2005/2006. Laurent Hatton deviendra adjoint en 2006/2007 . Classé second du championnat, le staff français est remercié fin décembre 2006 et revient en France. De 2007 à 2011, faisant notamment remonter le club en National. PACY se classe 8e en 2008/2009, puis 5e en 2009/2010 derrière Évian, Troyes et Reims à 2 points du podium. PACY finira 14e en 2010/2011 en proie à de grosses difficultés financières. En 2011-2012, il n'entraîne plus le club rétrogradé administrativement en CFA mais occupe un poste de directeur technique. En fin de contrat et à l'issue d'une année particulièrement tendue au sein du club, il décide de quitter le PVEF.
En juin 2012, il succède à Régis Brouard à la tête de l'équipe de l'US Quevilly où il est lui-même succédé en octobre 2012 par Farid Fouzari.

## Statistiques
| Pacy VEF (1988-2001)    | Pacy VEF (1988-2001) | Pacy VEF (1988-2001) | Pacy VEF (1988-2001) | Pacy VEF (1988-2001) | Pacy VEF (1988-2001) |
| Championnat             | S                    | J                    | V                    | N                    | D                    |
| ----------------------- | -------------------- | -------------------- | -------------------- | -------------------- | -------------------- |
| National                | 3                    | 112                  | 26                   | 38                   | 48                   |
| National 2 / CFA        | 2                    | 68                   | 32                   | 14                   | 22                   |
| National 3              | 2                    | 52                   | 22                   | 16                   | 14                   |
| DH Normandie            | 2                    | 52                   | 30                   | 15                   | 7                    |
| DHR Normandie           | 2                    |                      |                      |                      |                      |
| PH Normandie            | 2                    |                      |                      |                      |                      |
| Pacy VEF (2007-2012)    |                      |                      |                      |                      |                      |
| Championnat             | S                    | J                    | V                    | N                    | D                    |
| National                | 3                    | 116                  | 43                   | 30                   | 43                   |
| CFA                     | 1                    | 34                   | 10                   | 9                    | 15                   |
| US Quevilly (2012-2013) |                      |                      |                      |                      |                      |
| Championnat             | S                    | J                    | V                    | N                    | D                    |
| National                | 1                    |                      |                      |                      |                      |